# UK Subs
A UK Subs (vagy U.K. Subs) egy brit punkegyüttes. 1976-ban alakultak Londonban. Eredetileg "Subversives" volt a nevük, később változtatták meg. Első nagylemezüket 1979-ben jelentették meg. Punk rock,street punk, hardcore punk és Oi! műfajokban szerepelnek. Lemezkiadóik: New Red Archives, Cleopatra Records, Captain Oi!, Fallout Records, Time and Matter Recordings, Diablo Records, Punkerama Records. Az együttesben számtalan tag megfordult pályafutásuk alatt, Charlie Harper énekes az egyetlen tag, aki a kezdettől fogva képviseli a zenekart.
Különlegesség, hogy a diszkográfiájukban a lemezeik címei ábécésorrendben jönnek egymás után (1979-től 2016-ig).

## Tagok
- Charlie Harper - ének (1976–)
- Alvin Gibbs - basszusgitár (1980–1983, 1988, 1996, 1999–2002, 2003–)
- Steve Straughan - gitár (2016–)
- "Magic" Dave Humphries (2021-)

## Diszkográfia
- Another Kind of Blues (1979)
- Brand New Age (1980)
- Crash Course (1980)
- Diminished Responsibility (1981)
- Endangered Species (1982)
- Flood of Lies (1983)
- Gross Out USA (1984)
- Huntington Beach (1985)
- In Action (10th Anniversary) (1986)
- Japan Today (1987)
- Killing Time (1988)
- Live in Paris (1989)
- Mad Cow Fever (1991)
- Normal Service Resumed (1993)
- Occupied (1996)
- Peel Sessions 1978-79 (1997)
- Quintessentials (1997)
- Riot (1997)
- Sub Mission: The Best of the U.K. Subs 1982-1998 (1999)
- Time Warp: Greatest Hits (2001)
- Universal (2002)
- Violent State (2005)
- Work in Progress (2011)
- XXIV (2013)
- Yellow Leader (2015)
- Ziezo (2016)
- Subversions (feldolgozásokat tartalmazó album, 2018)
- Subversions II (feldolgozásokat tartalmazó album, 2019)
- Reverse Engineering (2022)